# Ahmed Orabi

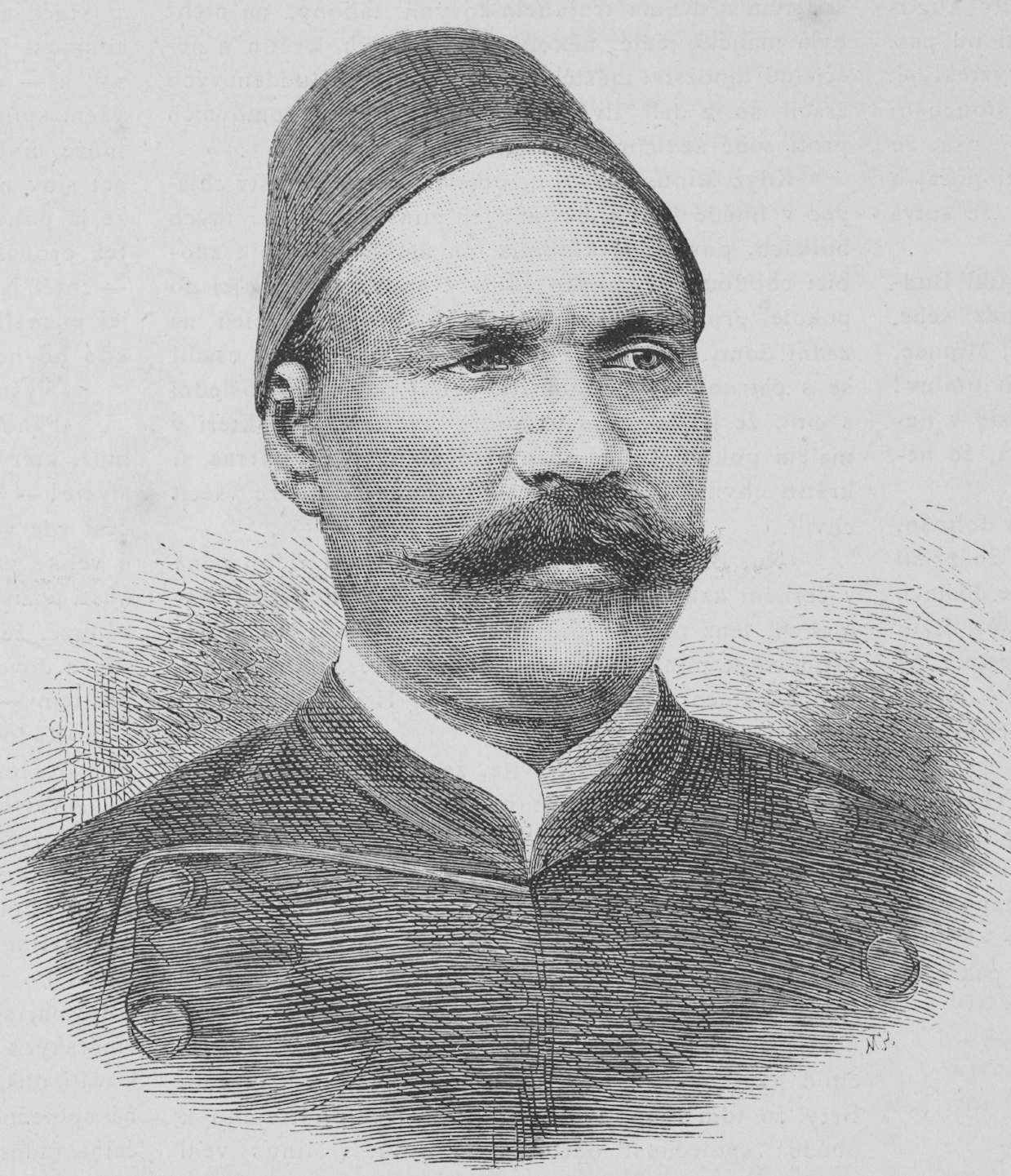

Ahmed Orabi, även känd som Arabi Pascha, född 1 april 1841, död 21 september 1911, var en egyptisk general och politiker.

## Biografi
Orabi föddes inom en fellah-familj nära Zagazig. Han ingick i hären under Said Paschas regering, blev officer 1862 och avancerade raskt, emedan Said siktade åt att ersätta de utländska officerarna med inhemska. Av någon anledning föll han emellertid i onåd och sattes på halv sold.
Efter att sedermera ha studerat vid islams förnämsta högskola, Al-Azhar i Kairo, blev han ansedd för en lärd och from man. Efter Ismail Paschas tillträde till regeringen ingick Ahmed åter i hären, och där slöt han sig till och ingick i ett hemligt sällskap fellah-officerare, som åsyftade att få bort de turkiska officerarna från den egyptiska hären. Med detta sällskaps hjälp störtade Ismail 1879 de fransk-engelske ministrar, som då höll kontrollen över Egypten, men föll själv på sin kupp. Så snart Muhammad Tawfiq Pascha blivit khediv, skred Ahmed, som för sina tjänster lönats med utnämning till överste, djärvt till fullföljande av sina planer i spetsen för ett "nationellt parti", vilket vann stor tillslutning bland underofficerare och soldater genom förespeglingar om större lön, bättre kläder med mera, och vars lösen var "Egypten åt egypterna".
Han tvang i september 1881 khediven att byta rådgivare och sammankalla en notabelförsamling. Själv blev han pascha och understatssekreterare i krigsministeriet. Khediven tvangs i februari 1882 att tillsätta en ministär av infödda samt att lämna notabelförsamlingen makt över budgeten. Ahmed, som blivit krigsminister och oförtäckt understöddes av sultanen, var i själva verket Egyptens diktator.
Då ingrep England för att skydda sina hotade intressen. Alexandria bombarderades (juli 1882), Ahmed blev av Wolseley slagen vid Tell el-Kebir (13 september) och flydde till Kairo, men gav sig där åt general Drury Lowe. En krigsrätt dömde honom till döden, men khediven mildrade straffet till ständig landsflykt, och Ahmed fördes (jan. 1883) jämte andra resningens ledare till Ceylon. I maj 1901 blev han benådad och fick återvända till Egypten.